# Milan Tuček
Milan Tuček (* 10. června 1948 Brno) je český sociolog. Pedagogicky působí na Fakultě sociálních věd Univerzity Karlovy.

## Život

### Vzdělání
- 1972 Matematicko-fyzikální fakulta Univerzity Karlovy v Praze (topologie)
- 1983 Obhájil kandidátskou práci zabývající se problémem komparability dat v mezinárodních sociologických výzkumech[2]

### Výzkum a zaměření
Zabývá se zejména sociologickým pohledem na společenské nerovnosti, tedy takové, které jsou sociálně-ekonomické (ty se týkají především pravomocí, životní úrovně, životních příležitostí) nebo sociokulturní (mezi muži a ženami).
V CVVM v rámci analytické skupiny zkoumá několik informací z průzkumu veřejného mínění. Průzkum se týká např. toho, jak lidé vnímají hrozby, a to jak globální hrozby, tak i hrozby spojené s různými aktivitami některých skupin. Další tématem jsou individuální obavy jedince směrem do budoucnosti.

### Pedagogická činnost
Na Fakultě sociálních věd Univerzity Karlovy vyučuje empirické výzkumy a jejich metodologii a sociální strukturu stratifikace.
Na Přírodovědecké fakultě Univerzity Karlovy pak demografii, sociologický pohled na českou společnost a na Univerzitě Hradce Králové metody a praktika, sociologické výzkumy a sociální problém české společnosti.

## Odborné knihy / monografie
Milan Tuček zpracovává v CVVM tzv. Tiskové informace z průběžných výzkumů veřejného mínění.